# Neptunes de Nantes
Les Neptunes de Nantes (tidligere Nantes Atlantique Handball) er en fransk håndboldklub, der kommer fra Nantes i Frankrig. Klubben spiller for tiden i Championnat de France de Handball.
Klubben blev grundlagt i 1998, for at samle aktiviteterne inden for kvindehåndbold i Pays de la Loire-regionen.
I 2003 oprykkede klubbens førstehold, for første gang fra National 1 (N1) til 2. divisionen. I 2005 fulgte rykkede de dog ned igen til 3. division (N1), men var tilbage i 2011. I 2013 blev de nummer 1 i 1. divisionen og rykkede, og siden har klubben spillet den bedste franske håndboldrække Championnat de France de Handball.
I maj 2021 vandt klubben for første gang EHF European League, som er den næsthøjeste rangerede håndboldturnering i Europa. Den efterfølgende måned løfter klubben sløret for sin nye identitet, med et nyt navn: "Les Neptunes de Nantes" samt et nyt logo. Danske Allan Heine var cheftræner i klubben fra december 2018 til oktober 2019.

## Meritter
- EHF European League:
  - Vinder: 2021

## Spillertruppen 2022-23
| Nr. | Navn                | Nationalitet | Alder                      | Position     |
| --- | ------------------- | ------------ | -------------------------- | ------------ |
| 4   | Nathalie Hagman     | Sverige      | 19. juli 1991 (33 år)      | Højre fløj   |
| 5   | Manon Loquay        | Frankrig     | 6. januar 1996 (29 år)     | Stregspiller |
| 8   | Carin Strömberg     | Sverige      | 10. juli 1993 (31 år)      | Playmaker    |
| 11  | Oriane Ondono       | Frankrig     | 14. april 1996 (28 år)     | Stregspiller |
| 12  | Floriane André      | Frankrig     | 30. maj 2000 (24 år)       | Målvogter    |
| 13  | Barbara Moretto     | Frankrig     | 24. november 1993 (31 år)  | Højre back   |
| 14  | Mari Finstad Bergum | Norge        | 16. marts 1998 (26 år)     | Venstre back |
| 17  | Marine Dupuis       | Frankrig     | 18. april 1992 (32 år)     | Venstre fløj |
| 18  | Naémi Ardouin       | Frankrig     | 18. november 2002 (22 år)  | Venstre fløj |
| 19  | Anna Lagerquist     | Sverige      | 16. oktober 1993 (31 år)   | Stregspiller |
| 20  | Orlane Ahanda       | Frankrig     | 20. november 1998 (26 år)  | Højre back   |
| 23  | Déborah Kpodar      | Frankrig     | 3. juni 1997 (27 år)       | Højre back   |
| 24  | Adrianna Płaczek    | Polen        | 10. december 1993 (31 år)  | Målvogter    |
| 29  | Léna Grandveau      | Frankrig     | 21. januar 2003 (22 år)    | Playmaker    |
| 33  | Gordana Mitrović    | Serbien      | 10. september 1996 (28 år) | Stregspiller |
| 42  | Dyéneba Sylla       | Frankrig     | 4. april 1997 (27 år)      | Venstre fløj |
| 44  | Raïssa Dapina       | Senegal      | 27. september 1997 (27 år) | Højre fløj   |

### Trænerteam
Trænerteamet i 2022-23 sæsonen.
- Cheftræner: Helle Thomsen
- Assistenttræner: Jérôme Delarue
- Fysisk træner: Nicolas Trouvat
- Fysisk træner: Guillaume Baechtold
- Fysisk træner: Christian Lind
- Fysioterapeut: Édouard Bourgery

### Transfers
Transfersoverblik for sæsonen 2023-24.
| Tilgange | Afgange |

## Tidligere kendte spillere
- Camille Ayglon-Saurina
- Blandine Dancette
- Pauline Coatanea
- Camille Aoustin
- Kalidiatou Niakaté
- Estelle Nze Minko
- Catherine Gabriel
- Alexandrina Cabral
- Elisabeth Chávez
- Beatriz Escribano
- Kaba Gassama
- Bruna de Paula
- Fabiana Diniz
- Elaine Gomes Barbosa
- Jovana Stoiljković
- Katarina Tomašević
- Lotte Grigel
- Stine Bodholt Nielsen
- Mia Møldrup
- Anette Helene Hansen
- Malin Holta
- Esther Schop
- Isabelle Jongenelen
- Sonja Bašić
- Dragica Džono
- Ivana Lovrić
- Szabina Mayer
- Maroua Dhaouadi
- Isabell Klein